# Jean-Guy Wallemme
Pour les articles homonymes, voir Wallemme.
Jean-Guy Wallemme, né le 10 août 1967 à Maubeuge (Nord), est un footballeur français évoluant au poste de défenseur, devenu entraîneur. 
Il passe la majeure partie de sa carrière à Lens, le club de son cœur, et en est devenu l'entraîneur de juin 2008 à décembre 2010.

## Biographie

### Jean-Guy Wallemme, le joueur

#### Débuts en équipes de jeunes
Vivant dans sa jeunesse à Cousolre, Wallemme commence le football dans le club de sa commune, l'US Cousolre, puis à Louvroil. Il part à l'âge de onze ans en sport-étude près de Valenciennes avant d'arriver en formation au Racing Club de Lens à quinze ans. Il côtoie au lycée Condorcet de Lens les futurs professionnels Laurent Hochart et Éric Sikora. En 1983, il dispute et perd la finale du Championnat de France cadet contre l'AJ Auxerre un but à zéro. Wallemme joue alors avec Sikora et parmi ses adversaires figurent Basile Boli, William Prunier et Daniel Dutuel.

#### Joueur emblématique du RC Lens
Jean-Guy Wallemme fait ses débuts avec le Racing Club de Lens et en première division le 12 novembre 1986, face au Paris SG (victoire 1-0). À partir de cette date, Wallemme effectue le reste de la saison 1986-87 en tant que titulaire. L'année suivante, Lens passe tout près de la relégation (17e). Un an plus tard, Wallemme inscrit le premier but de sa carrière, et permet à son équipe de s'imposer 4-2 au Stade Geoffroy-Guichard de Saint-Étienne le 30 juillet 1988. Mais les Lensois ne peuvent cette fois-ci éviter la descente, en terminant derniers du championnat. Wallemme et ses coéquipiers resteront deux saisons en deuxième division, où le Maubeugeois devient l'un des leaders du groupe et tourne à chaque fois autour des 30 matches par saison. Après plusieurs saisons où Lens se stabilise en D1, et après avoir été désigné Étoile d'or France Football en 1995, Wallemme découvre enfin la Coupe d'Europe. Le 14 septembre 1995, il rencontre en Coupe UEFA le club luxembourgeois de l'Avenir Beggen (large succès 6-0). Il effectue toute la campagne européenne de 1995-96, jusqu'à l'élimination face au Slavia Prague en huitièmes de finale. La saison 1996-97 est un peu plus dure pour Wallemme : avec la forte concurrence de David Régis, il ne joue que la moitié des rencontres. Il est moins contesté l'année suivante où lui et le club obtiennent leur premier titre, celui de champion de France.

#### Défis ratés à Coventry et Sochaux
À l'été 1998, Wallemme désire connaître une nouvelle expérience, et part pour l'Angleterre et Coventry City. Mais son exil sera très court, et après 6 rencontres en une demi-saison, le joueur revient en France et rejoint le FC Sochaux. Pensant se relancer dans le Doubs, Wallemme ne s'y acclimate pas, et est contraint de changer une nouvelle fois de club.

#### Un nouveau souffle chez les Verts
Il signe donc en 1999 à l'AS Saint-Étienne. Au sein de son troisième club consécutif en trois ans, Wallemme retrouve le niveau qu'il avait à Lens. En deux saisons, il compte 51 matches au plus haut niveau, devenant un temps joueur-entraîneur. Mais Wallemme désire revenir au club de ses origines, et y connaître une dernière aventure.

#### Retour aux sources et dernière saison
En 2001, Wallemme revient au Racing Club de Lens et déclare à l'occasion de son transfert : « Je rentre chez moi ». Il a un contrat portant sur une saison et est présenté également comme un « joueur de vestiaire ». Il ne revient pas au club comme capitaine comme lors de ses dernières saisons lensoises, le brassard revenant pour cette saison au gardien Guillaume Warmuz. Pour sa dernière année en tant que footballeur professionnel, il ne manque que 180 minutes de jeu, lors des douzième et 27e journées. Le 27 avril 2002, il fait ses adieux à Bollaert. Pour son dernier match avec les Sang et Or, Wallemme dispute la finale du championnat, le 4 mai contre Lyon. Malheureusement, une défaite le privera d'un dernier trophée, pour le dernier match de sa longue carrière qui comptera finalement 413 rencontres en première division.
En 2022, le magazine So Foot le classe dans le top 1000 des meilleurs joueurs du championnat de France, à la 314e place.

### Jean-Guy Wallemme, l'entraîneur
Au cours de la saison 2000-01, à la suite de John Toshack qui quitte ses fonctions à l'AS Saint-Étienne, Jean-Guy Wallemme prend le poste assez rare de joueur-entraîneur, assisté par Rudi Garcia, ancien adjoint du Gallois. Il entame son « mandat » le 5 janvier 2001, juste après la défaite du club face à l'adversaire lyonnais. Après un premier mois plutôt concluant, avec 3 victoires dont une qualification pour les quarts de finale de la Coupe de la ligue, Saint-Étienne s'effondre en championnat, enchaîne 4 défaites consécutivement et ne peut empêcher la relégation, avec, en prime, l'affaire des faux-passeports sur le dos. La prise de pouvoir temporaire du capitaine stéphanois s'achève donc, et laisse place à une nouvelle ère : celle d'Alain Michel.
La fin de sa carrière de joueur ayant sonné, Wallemme cherche un poste à pourvoir en tant qu'entraîneur. Quelques jours après sa dernière aventure lensoise, il annonce prendre des fonctions d'entraîneur et de manager général au Racing club de France et s'y engage pour trois saisons,. Arrivé à la tête d'une équipe de National, il voit le club relégué administrativement en Championnat de France amateurs. Il reste néanmoins au club et réussit pour sa première véritable expérience à hisser l'équipe à la troisième place... synonyme de montée en National au titre de meilleur deuxième club amateur. Mais cette dernière est refusée par la Direction nationale du contrôle de gestion. Wallemme poursuit cependant son travail sur le banc d'une équipe qui prend la tête du championnat. En janvier 2004, il est contacté par le Football Club de Rouen, en mauvaise posture en deuxième division, et décide de quitter le navire parisien. Il ne peut empêcher la relégation du club rouennais en National, coincé à une piteuse 20e et dernière place. Les résultats de la saison suivante ne sont toujours pas meilleurs, et Rouen se sépare en novembre 2004 du tacticien nordiste. 
Wallemme s'exile donc en Belgique, et rejoint le KSK Renaix, pensionnaire de deuxième division. Avec le club belge, Wallemme atteint la huitième place, à seulement deux points des matches de barrage concernant la montée en Jupiler League.
Jean-Guy Wallemme retourne ensuite en France. L'US Roye, tout juste relégué en CFA, est sa prochaine destination. Avec le club de la Somme, il n'arrive toujours pas à gravir la première place, et termine 4e. Roye est même relégué financièrement en CFA 2. En 2007, Wallemme change une nouvelle fois de club, et arrive au Paris Football Club. Il y reste une saison, laquelle est assez moyenne pour le deuxième club parisien (10e place), à l'exception d'un coup d'éclat en Coupe de France contre Toulouse FC. 

#### Racing Club de Lens
Le 27 mai 2008, il est nommé au poste d'entraîneur du Racing Club de Lens, en compagnie de Christophe Delmotte, un de ses anciens coéquipiers à Lens, et de Michel Ettorre, déjà entraîneur adjoint du RC Lens sous l'ère Joël Muller. Quelquefois décrié, il mène cependant son groupe vers la remontée immédiate et le titre de champion de Ligue2, son premier trophée en tant qu'entraîneur. Pendant la saison 2009/2010, il réussit à maintenir le RC Lens parmi l'élite. À la suite des résultats décevants de Lens, surtout à la suite du match nul contre Bordeaux, souligne Gervais Martel et la volonté de Wallemme d'être désengagé, il est remplacé le 2 janvier 2011 par László Bölöni.
Le 20 janvier 2011, il est nommé recruteur pour le RC Lens.

#### Le Congo, Auxerre
Le 28 août 2011, il devient le sélectionneur du Congo. 
Le 18 mars 2012, il devient l'entraîneur de l'AJ Auxerre, à la suite du renvoi de Laurent Fournier par le club bourguignon. Il ne peut enrayer la descente du club en Ligue 2. En fin de contrat, celui-ci est prolongé et Wallemme peut désormais choisir son encadrement technique. Ainsi, il fait venir Guillaume Warmuz pour entraîner les gardiens de but.
Fin octobre 2012, il démissionne de son poste de sélectionneur, laissant la place à son adjoint en sélection comme en club, Kamel Djebour, afin de se consacrer uniquement à l'AJ Auxerre. Le 2 décembre 2012, il quitte le club bourguignon d'un commun accord en raison d'un début de championnat raté.

#### Passage en Belgique
Après l'AJ Auxerre, Jean-Guy Wallemme reprend du service, en juin 2013, en Belgique, avec le club du Royal White Star Bruxelles. Mais avant même le début de la saison, le 30 juillet 2013, il est limogé.
Il retourne toutefois en Belgique : le 30 janvier 2014 il est nommé entraîneur du RWDM Brussels FC. Il quitte ses fonctions en juin, au terme de son contrat.

#### Algérie
Depuis juillet 2014, il est le nouvel entraîneur de l'Union sportive medinat Bel-Abbès. Lors du mercato hivernal, il rejoint la JS Kabylie.

#### Maroc
Le 20 septembre 2016, il est nommé entraîneur du KAC de Kénitra à la place de Faouzi Jamal.

#### ÉFC Fréjus Saint-Raphaël
Il devient l'entraineur de ÉFC Fréjus Saint-Raphaël en 2020, et est reconduit dans ses fonctions à la fin de la saison 2020-2021.

## Palmarès
Au cours de sa formation, Jean-Guy Wallemme est finaliste du championnat national des cadets en 1983. Une fois passé professionnel, il remporte en 1998 le championnat de France et est finaliste de la Coupe de France. Il est également vice-champion de France en 2001-2002. Tous ces résultats sont obtenus avec le Racing Club de Lens.
Durant sa carrière, Wallemme figure à plusieurs reprises dans des sélections nationales mais n'est jamais sélectionné en équipe de France A. Il compte quatre sélections en équipe de France A',.
Wallemme est lauréat à l'issue de la saison 1994-1995 de l'Étoile d'or France Football, trophée distinguant le joueur ayant eu la meilleure moyenne de notes attribuées par l'hebdomadaire à l'occasion de chaque match de championnat.
En tant qu'entraîneur, il gagne avec le RC Lens le championnat de France de Ligue 2 en 2008-2009.

## Statistiques

### Joueur
Jean-Guy Wallemme dispute un total de 557 matchs dont 10 dans des sélections nationales,. Avec 349 matchs de championnat de France avec le Racing Club de Lens, il est le quatrième joueur ayant le plus évolué à ce niveau avec ce club derrière Éric Sikora (434), Bernard Placzek (377) et Guillaume Warmuz (351).
Le tableau ci-dessous résume les statistiques en match officiel de Jean-Guy Wallemme durant sa carrière de joueur professionnel,,,.
| Saison                | Club                  | Championnat           | Championnat | Championnat | Coupe nationale | Coupe nationale | Coupe de la Ligue | Coupe de la Ligue | Compétition(s) continentale(s) | Compétition(s) continentale(s) | Compétition(s) continentale(s) | Barrages | Barrages | Sélection      | Sélection | Sélection | Total | Total |
| Saison                | Club                  | Division              | M.          | B.          | M.              | B.              | M.                | B.                | Comp.                          | M.                             | B.                             | M.       | B.       | Équipe         | M.        | B.        | M.    | B.    |
| 1986-1987             | RC Lens               | Division 1            | 19          | 0           | 4               | 0               | -                 | -                 | -                              | -                              | -                              | -        | -        | -              | -         | -         | 23    | 0     |
| 1987-1988             | RC Lens               | Division 1            | 32          | 0           | 7               | 0               | -                 | -                 | -                              | -                              | -                              | -        | -        | -              | -         | -         | 39    | 0     |
| 1988-1989             | RC Lens               | Division 1            | 36          | 1           | 3               | 0               | -                 | -                 | -                              | -                              | -                              | -        | -        | France espoirs | 4         | 0         | 43    | 1     |
| 1989-1990             | RC Lens               | Division 2            | 31          | 2           | 2               | 0               | -                 | -                 | -                              | -                              | -                              | -        | -        | France espoirs | 2         | 0         | 35    | 2     |
| 1990-1991             | RC Lens               | Division 2            | 30          | 1           | 1               | 0               | -                 | -                 | -                              | -                              | -                              | 5        | 0        | -              | -         | -         | 36    | 1     |
| 1991-1992             | RC Lens               | Division 1            | 33          | 0           | 2               | 1               | -                 | -                 | -                              | -                              | -                              | -        | -        | -              | -         | -         | 35    | 1     |
| 1992-1993             | RC Lens               | Division 1            | 34          | 1           | 2               | 0               | -                 | -                 | -                              | -                              | -                              | -        | -        | France A'      | 2         | 0         | 38    | 1     |
| 1993-1994             | RC Lens               | Division 1            | 36          | 3           | 4               | 0               | -                 | -                 | -                              | -                              | -                              | -        | -        | France A'      | 2         | 0         | 42    | 3     |
| 1994-1995             | RC Lens               | Division 1            | 38          | 2           | 2               | 0               | 2                 | 0                 | -                              | -                              | -                              | -        | -        | -              | -         | -         | 42    | 2     |
| 1995-1996             | RC Lens               | Division 1            | 35          | 1           | 1               | 0               | -                 | -                 | C3                             | 6                              | 0                              | -        | -        | -              | -         | -         | 42    | 1     |
| 1996-1997             | RC Lens               | Division 1            | 26          | 1           | 1               | 0               | 3                 | 0                 | -                              | -                              | -                              | -        | -        | -              | -         | -         | 30    | 1     |
| 1997-1998             | RC Lens               | Division 1            | 28          | 0           | 4               | 0               | 4                 | 0                 | -                              | -                              | -                              | -        | -        | -              | -         | -         | 36    | 0     |
| 1998-1999             | Coventry City FC      | Premier League        | 6           | 0           | -               | -               | 2                 | 0                 | -                              | -                              | -                              | -        | -        | -              | -         | -         | 8     | 0     |
| 1998-1999             | FC Sochaux            | Division 1            | 13          | 0           | 1               | 0               | 4                 | 0                 | -                              | -                              | -                              | -        | -        | -              | -         | -         | 18    | 0     |
| 1999-2000             | AS Saint-Étienne      | Division 1            | 21          | 1           | 1               | 0               | -                 | -                 | -                              | -                              | -                              | -        | -        | -              | -         | -         | 22    | 1     |
| 2000-2001             | AS Saint-Étienne      | Division 1            | 30          | 0           | 1               | 0               | 2                 | 0                 | -                              | -                              | -                              | -        | -        | -              | -         | -         | 33    | 0     |
| 2001-2002             | RC Lens               | Division 1            | 32          | 0           | 2               | 0               | 1                 | 0                 | -                              | -                              | -                              | -        | -        | -              | -         | -         | 35    | 0     |
| Total sur la carrière | Total sur la carrière | Total sur la carrière | 480         | 13          | 38              | 1               | 18                | 0                 | -                              | 6                              | 0                              | 5        | 0        | -              | 10        | 0         | 557   | 14    |

### Entraîneur
| AS Saint-Étienne | 5 janvier 2001    | juin 2001        | 17  | 5   | 5   | 7   | 29,4 % |
| RC Paris         | 2 mai 2002        | 26 janvier 2014  | 57  | 31  | 13  | 13  | 54,4 % |
| FC Rouen         | 26 janvier 2004   | 8 novembre 2004  | 33  | 7   | 9   | 17  | 21,2 % |
| KSK Renaix       | 19 février 2005   | 21 juin 2005     |     |     |     |     |        |
| US Roye          | 1er juin 2005     | 29 mai 2007      | 68  | 25  | 24  | 19  | 36,8 % |
| Paris FC         | 29 mai 2007       | 27 mai 2008      | 44  | 17  | 15  | 12  | 38,6 % |
| RC Lens          | 27 mai 2008       | 2 janvier 2011   | 107 | 43  | 28  | 36  | 40,2 % |
| Congo            | 28 août 2011      | 24 octobre 2012  | 10  | 5   | 1   | 14  | 50,0 % |
| AJ Auxerre       | 18 mars 2012      | 2 décembre 2012  | 31  | 11  | 4   | 16  | 35,5 % |
| RWS Bruxelles    | 17 juin 2013      | 30 juillet 2013  | 0   | 0   | 0   | 0   | 0 %    |
| RWDM Bruxelles   | 30 janvier 2014   | 30 juin 2014     | 11  | 3   | 3   | 5   | 27,3 % |
| USM Bel-Abbès    | 18 juillet 2014   | 8 janvier 2015   | 17  | 5   | 7   | 5   | 54,4 % |
| JS Kabylie       | 12 janvier 2015   | 17 avril 2015    | 12  | 4   | 2   | 6   | 33,3 % |
| ASO Chleff       | 20 juin 2015      | 1er février 2016 | 19  | 7   | 5   | 7   | 36,8 % |
| Kénitra AC       | 20 septembre 2016 | 22 novembre 2016 | 6   | 1   | 1   | 4   | 16,7 % |
| FC Dieppe        | 14 mars 2017      | 30 juin 2018     | 36  | 9   | 10  | 17  | 25,0 % |
| C' Chartres      | 1er juillet 2018  | 6 mai 2020       | 55  | 31  | 12  | 12  | 56,4 % |
| Niger            | 12 novembre 2019  | 30 juin 2020     | 2   | 0   | 0   | 2   | 0 %    |
| EFC Fréjus       | 9 mai 2020        | 20 avril 2022    | 36  | 15  | 12  | 9   | 41,7 % |
| Atletico Paris   | 4 juillet 2022    | 17 octobre 2022  | 11  | 3   | 4   | 4   | 27,3 % |
| SR Colmar        | 2 janvier 2023    | 18 décembre 2023 | 18  | 9   | 4   | 5   | 50,0 % |
| Béthune          | 5 janvier 2024    |                  | 9   | 7   | 2   | 0   | 77.8 % |
| Total            | Total             | Total            | 599 | 238 | 161 | 210 | 39,7 % |